# Bestia Pământului

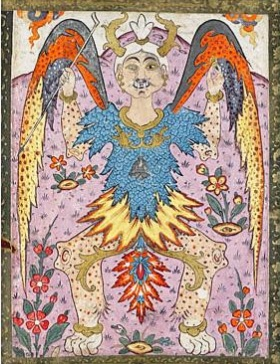
Reprezentarea Bestiei Pământului (Dābba) într-o ' scrisă în limba turcă pentru sultanul otoman Ahmed I. (Muzeul Topkapi, Istanbul.)

Bestia Pământului sau Fiara Pământului (în arabă دابّة من الأرض, transliterat: Dābbah min al-Arḍ, așa cum este menționată în Coran), numită și „Dabbah”, este o creatură menționată în Sura An-Naml: Ayat 82 din Coran și asociată cu ziua judecății. Din această cauză, Bestia Pământului este adesea menționată în scrierile escatologice ca un semn al Zilei Judecății, aproape de evenimentul în care soarele răsare la apus. Coranul nu oferă detalii despre natura Bestiei Pământului, dar diverse interpretări au legat-o de monștri din mitologia turcă.

## Coranul șiHadithurile
Bestia este menționată în Sura An-Naml:
Și când se va apropia [Ziua de Apoi], le vom scoate Noi din pământ o vietate care le va vorbi lor, [spunându-le] că oamenii nu s-au încrezut în semnele Noastre.— Quran Al-Naml (The Ant):82
În hadituri, Bestia Pământului este descrisă în continuare. Se spune că va purta Sigiliul lui Solomon și Toiagul lui Moise. Unii susțin că va ieși dintr-o crăpătură din Kaaba sau din dealurile Safa, printre altele. Este descrisă ca o combinație de diferite fiare și animale.
În perioada timpurie a Islamului, descrierile Bestiei Pământului erau rare. Abia mai târziu au apărut mai multe interpretări ale Fiarei. Una dintre principalele caracteristici ale sale este că va pune o pecete pentru a distinge credincioșii de necredincioși, amintind de pecetea din Biblie, dar nu identică.
O creatură „cea mai rea dintre bestii” („Sharra al dawabbi شر الدواب”), din cauza incapacității spirituale ale oamenilor de a auzi și a vedea, în ciuda capacității lor fizice de a face acest lucru, a fost interpretată ca întruchiparea atașamentului față de lumea materială, împărtășind asemănări cu creaturile mitologice din Asia Centrală (creaturi compuse de asemenea din părți ale mai multor animale diferite) și simbolizează lumea materială.

## Interpretări

### Tradiționale
După teologul⁠(d) sunit medieval Fakhr al-Din al-Razi, nu există nicio mențiune în relatările hadith atribuite profetului islamic Mahomed despre natura acestei creaturi, dar este menționată în narațiunile care au circulat în timpul succesorilor săi. Wahb ibn Munabbih⁠(d) a afirmat că o astfel de „fiară” le-a vorbit de sub pământ locuitorilor Sodomei.
După Abdul-Rahman al-Sa'di⁠(d), mai multe hadituri au menționat că această creatură va apărea la sfârșitul timpurilor.

### Contemporane
Cei mai mulți savanți islamici contemporani acceptă exegeza tradițională a Bestiei Pământului, Dābbat al-Arḍ, ca o creatură literală care va apărea în vremurile din urmă.
Umar Sulaiman Al-Ashqar⁠(d) a fost de părere că va apărea după ce un alt eveniment extraordinar va avea loc la sfârșitul timpurilor - și anume răsăritul soarelui din vest - invocând în sprijinul afirmației sale exegeza tradițională a lui Al-Hakim al-Nishapuri⁠(d).
O altă interpretare, susținută de Muhammad Ali, susține că această Fiară este legată de tendințe materialiste și, astfel, Dābbat nu apare la sfârșitul lumii, ci mai degrabă va condamna o anumită națiune sau societate.
După Omar Ahmad, o persoană fără preocupări lumești va pune bazele Islamului în Occident, vorbind oamenilor, ceea ce înseamnă că este o entitate umană, asemănătoare unui sfânt, iar Islamul se va răspândi cu sabia sa, care este ca un condei pentru creatură.
O altă interpretare, promovată de United Submitters International, este că această Creatură a Pământului este un calculator, deoarece materialele din care este compusă sunt de origine sintetică, pământească. O idee similară, bazată pe ascensiunea inteligenței artificiale, sugerează că o IA ar fi în stare să-i trezească pe oameni din stagnarea lor spirituală, amintindu-le cât de mult s-au îndepărtat de dreptate și de credința în Creatorul lor.